# Umělecká a aukční síň Václava Hořejše
Umělecká a aukční síň Václava Hořejše,  nazývaná stručně Galerie Hořejš, byla soukromá prodejní galerie s aukční síní, čínná v letech 1931–1949 v Schönkirchovském paláci čp. 135/II v Mikulandské ulici 7 v Praze 1 na Novém Městě.

## Život
Václav Hořejš se narodil 5. listopadu 1898 ve Frýdlantu jako syn c. a k. vrchního finančního komisaře Václava Hořejše staršího a jeho manželky Františky. Gymnázium absolvoval v Německém Brodu. V letech 1917-1922 vystudoval právnickou fakultu Karlovy univerzity v Praze, rigorózní zkoušky složil v červnu 1922. 
Působil zprvu jen jako soudní znalec starožitností i soudobého umění v oborech malířství, sochařství, grafika, staré tisky a umělecká řemesla. 

## Aukční síň

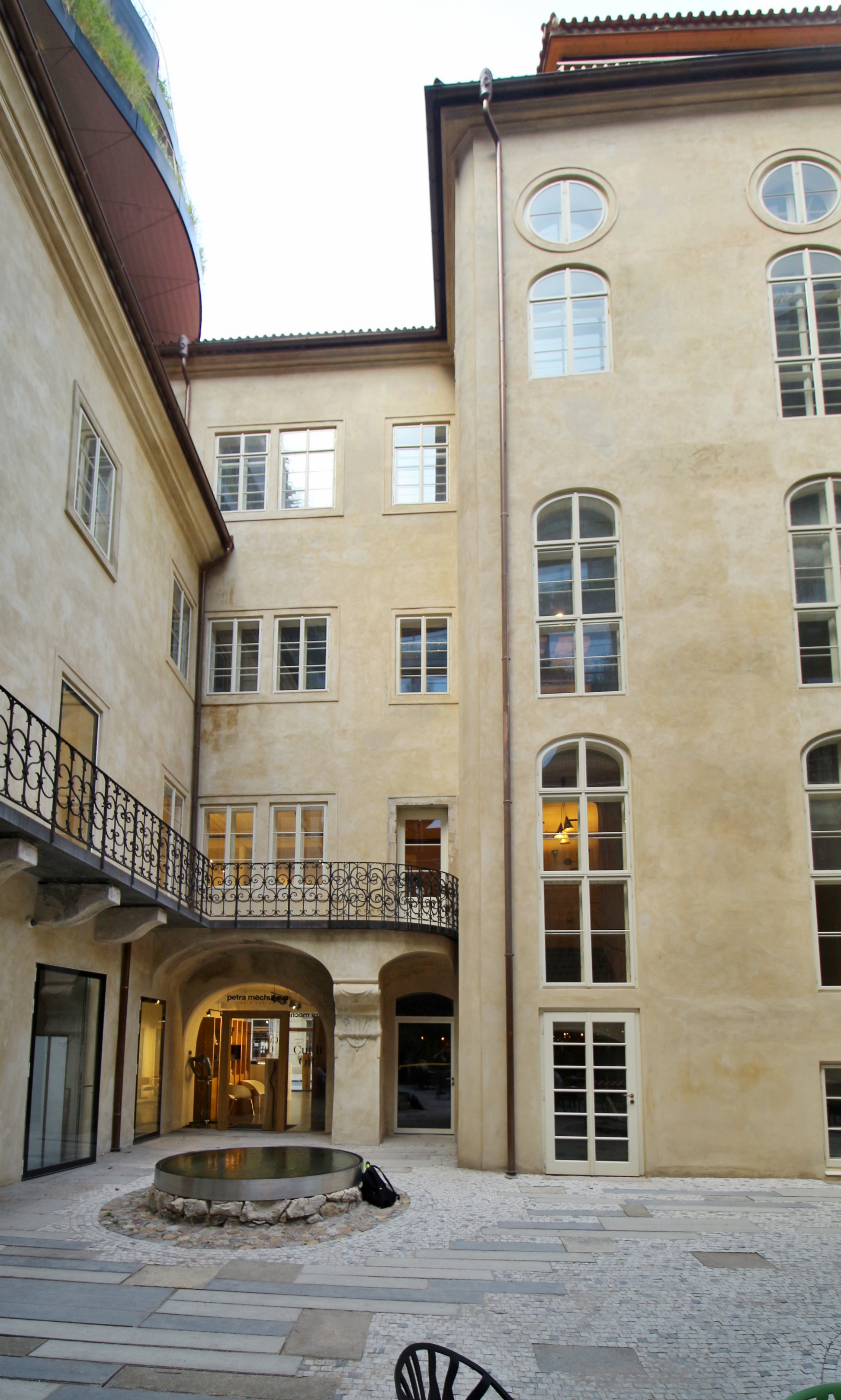
Uliční trakt paláce při pohledu ze dvora, po rekonstrukci (2017)

Roku 1931 si otevřel v Praze v Mikulandské ulici galerii a aukční síň. Označení Schönkirchovský palác si v adrese změnil na Nostický palác, pravděpodobně kvůli reklamě, protože Nosticovská sbírka starožitností byla velmi ceněná. Nakupoval jednotliviny i celé soubory pozůstalostí, zámecké sbírky včetně nábytku a tapisérií. Jeho specialitou bylo také orientální umění, zvláště japonská a čínská grafika, keramika a porcelán.
Aukce se konaly jednou až dvakrát za měsíc, podle frekvence nabídky. Předaukční výstava trvala jeden až dva týdny. Kromě toho se ve stálé prodejní nabídce objevovaly drobnější předměty. Hořejšova aukční síň měla renomé prvořadé a seriózní instituce a zaujímala na trhu s uměním  v meziválečném Československu čelné místo společně s Topičovým salónem, obě síně sídlily téměř naproti sobě. Sbírky Topičovy galerie po smrti Františka Topiče v roce 1936 a 1937 Hořejš rovněž dražil. 
Hořejšovo seriózní obchodní jednání spočívalo i v nízkém rabatu, k vydraženým dílům připočítával kupujícím jen 15% , zatímco současné české aukční domy si berou 20% až 30% z ceny.  
Poslední obchodní konjunkturu Hořejš zažil v letech 1946-1948, kdy se na trhu objevily konfiskáty z německého majetku, nastupující komunistická garnitura bohatla a po vzoru šlechty a buržoazia si nakupovala starožitnosti. V roce 1949 byla aukční síň - tak jako ostatní soukromé podniky - nuceně uzavřena a zrušena.

## Publikace
- Aukce, Výstava, Dražba, Umělecká a aukční síň Václav Hořejš, Praha 1931-1949, edice katalogů, 115 sešitů (číslovány průběžně římskými číslicemi)[4]